# Мехнатободський джамоат
Мехнатобо́дський джамоат (тадж. Ҷамоат Меҳнатобод) — джамоат у складі району імені М. С. А. Хамадоні Хатлонської області Таджикистану.
Адміністративний центр — село Мехнатобод.
Населення — 18977 осіб (2010; 19787 в 2009).
До складу джамоату входять 7 сіл:
| Населений пункт | Стара назва | Населення, осіб (2009) | Населення, осіб (2010) |
| --------------- | ----------- | ---------------------- | ---------------------- |
| Ґулістон        | Гулістан    | 2308                   | 2206                   |
| Ґулобод         | Гульабад    | 4691                   | 4406                   |
| Ґулрез          | Олімтой     | 201                    | 247                    |
| Дусті           | Дусті       | 3193                   | 3164                   |
| Мехнатобод      | Мехнатабад  | 6611                   | 6145                   |
| Навобод         | Новабад     | 1739                   | 1686                   |
| Хуснобод        | Арпатугулди | 1044                   | 1123                   |